# Chemie mezi námi
Chemie mezi námi: Láska, sex a vědecké pozadí přitažlivosti (v originále The Chemistry Between Us: Love, Sex, and the Science of Attraction) je kniha amerického psychiatra Larryho Younga a amerického novináře Briana Alexandera.

## Obsah
Autoři knihy zkoumají neurobiologické kořeny lásky a zasazují svá odhalení do historických, politických a sociálních kontextů. K některým závěrům a otázkám knihy patří:
- Láska nás může ovládat, protože to je, doslova, závislost.
- Pro zamilovanou ženu je muž jako její dítě.
- Proč je špatné říci, že společnost utváří pohlaví, a jak je možné mít tělo jednoho pohlaví a mozek jiného.
- Proč je u některých lidí pravděpodobnější, že budou podvádět, než u ostatních.
- Proč někdy opravdu nemůžeme odolat pokušení.

## Názory jednotlivých kritiků
Kniha byla přijata velmi dobře, o čemž svědčí velké množství pozitivních recenzí. 
—  Kayt Sukel: recenze v časopise New Scientist. 
—  Gail Saltz , MD, přispěvatelka pořadu NBC Today, klinická asistentka psychiatrie. 
—  Frans De Waal, profesor psychologie na Emoryho univerzitě. 

## Česká vydání
- Chemie mezi námi: Láska, sex a vědecké pozadí přitažlivosti. Olomouc: ANAG 2016, přeložila Eva Dejmková. ISBN 978-80-7554-034-8